# Wskaźnik Sharpe’a
Wskaźnik Sharpe’a (współczynnik Sharpe’a, indeks Sharpe’a, ang. Sharpe ratio) – wskaźnik pozwalający ocenić wysokość „premii” uzyskiwanej z danego portfela inwestycyjnego przez inwestora w stosunku do poniesionego ryzyka. Im wyższa jest jego wartość, tym sytuacja była korzystniejsza dla inwestora.
Nazwa wskaźnika pochodzi od nazwiska amerykańskiego ekonomisty Williama Sharpe'a, laureata Nagrody Banku Szwecji im. Alfreda Nobla w dziedzinie ekonomii.

## Definicja
Współczynnik obliczany jest według wzoru:
{\displaystyle S={\frac {R_{j}-R_{f}}{\sigma _{j}}},}
gdzie:
{\displaystyle S} – współczynnik Sharpe’a,
{\displaystyle R_{j}} – średnia stopa zwrotu portfela w danym okresie,
{\displaystyle R_{f}} – średnia stopa zwrotu wolna od ryzyka w danym okresie,
{\displaystyle \sigma _{j}} – odchylenie standardowe stopy zwrotu portfela w danym okresie.

## Zastosowanie
Zastosowanie wskaźnika umożliwia porównanie portfeli inwestycyjnych o różnych stopach zwrotu oraz o różnych poziomach ryzyka. Wskaźnik ten normalizuje uzyskane wyniki.
Portfele o wyższej wartości współczynnika Sharpe’a – uzyskują większe stopy zwrotu przy takim samym poziomie ryzyka.
Ujemna wartość wskaźnika oznacza iż portfel osiągnął stopę zwrotu niższą niż stopa wolna od ryzyka.
Wskaźnik odwołuje się do danych historycznych, a więc jego (wysoka) wartość nie gwarantuje osiągnięcia podobnego wyniku w przyszłości.